# Axochiapan
Axochiapan é um município do estado de Morelos, no México.